# Volley Club Harnésien
Maillots
Volley Club Harnésien est un club féminin de volley-ball français basé à Harnes, dont l'équipe première évolue en division Élite Féminine (2e division).
Club attaché à ses valeurs familiales, le VCH est renommé pour la formation des jeunes (des pupilles aux juniors), compétence reconnue par le label "club formateur", et aligne par ailleurs 3 équipes seniors, aux échelons régionaux et nationaux.

## Historique
- Création du club en 1980 sous le nom de l’Harnésienne par Marc Maréchal,
- 1987, le club change de nom et devient le Volley Club Harnésien (VCH),
- 1995, montée du club en division nationale (Nationale 3),
- 1999, 1re montée du club au plus haut niveau amateur (Nationale 1),
- 2006, l'équipe réserve rejoint également le niveau national,
- 2009, l'équipe est vice-champion de France de Nationale 1,
- 2013, le VCH obtient l'accession en  Division Elite Féminine (DEF, 2e niveau national).

## Personnalités du club

### Historique des présidents
- 1980-1985 : Jean-Pierre Corroyer,
- 1985-1990 : Michel Plasman,
- 1990-1995 : Jean-Pierre Boulogne,
- 1995-1997 : Gérard Colnot,
- 1997-2005 : Nadine Derweduwers,
- 2005-... : Jocelyne Machenski.

### Historique des entraîneurs
- 1980-1994 : Marc Maréchal,
- 1994-1997 : Laurent Chauvin,
- 1997-1998 : Claude Clément,
- 1998-2000 : Marc Maréchal,
- 2000-2001 : Erik Milowski,
- 2001-2002 : Anne Tembremande,
- 2002-2008 : Laurent Chauvin,
- 2008-2009 : Rachid Chikouche,
- 2009-2011 : Jacek Kurzawinski,
- 2011-... : Émilie Hipp.

## Effectifs et résultats de l'équipe première

### Saison 2010-2011
Entraîneur : Jacek Kurzawinski  Pologne

### Saison 2015-2016
Entraîneur : Émilie Hipp.

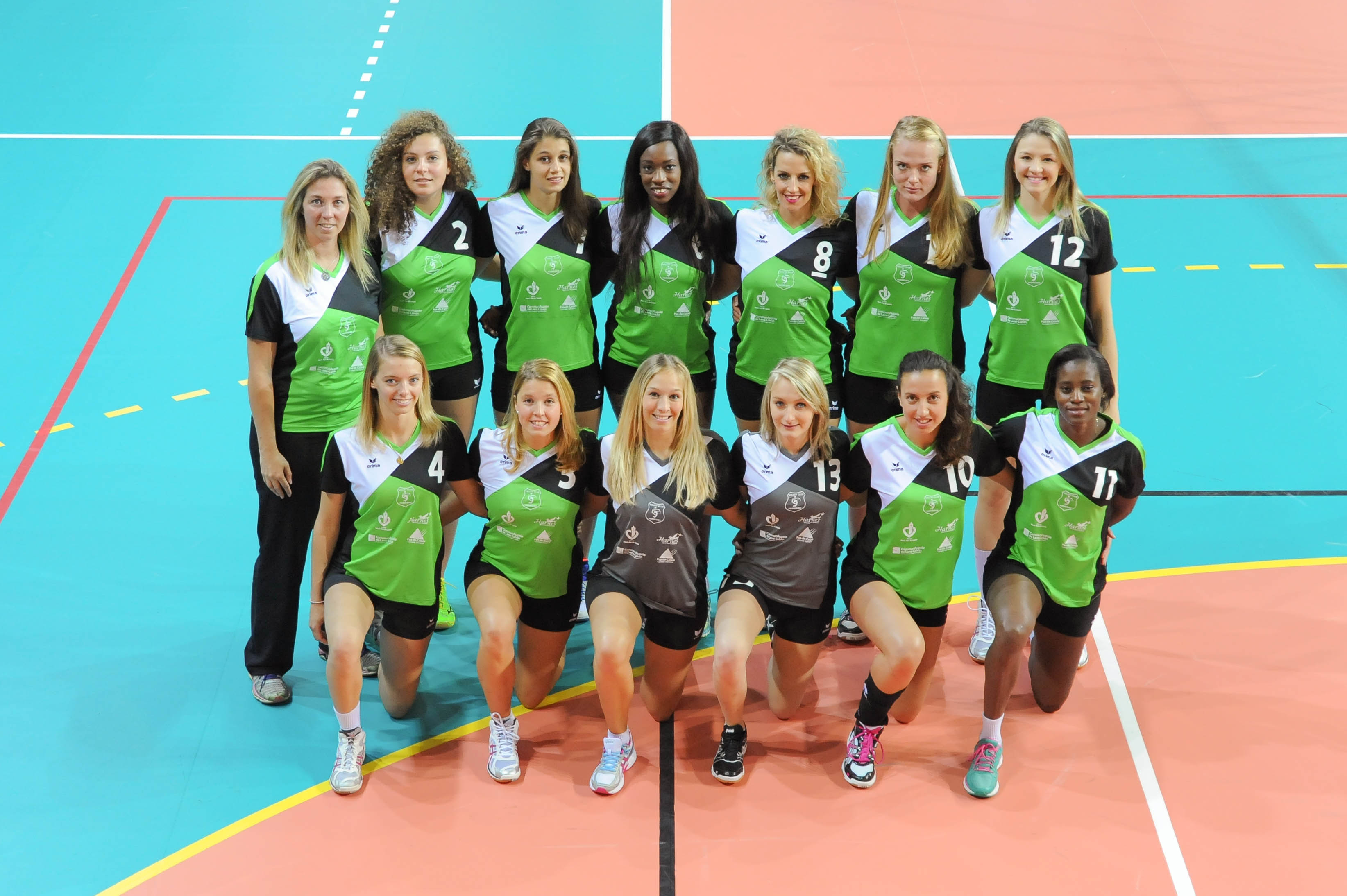

Classement : première phase: 5e de la poule A
Play-down: 1er
L'équipe termine la première phase à la 5e place, ratant de peu l'accession en play-off, mais reste mobilisée pour la deuxième partie de saison, remportant toutes ses rencontres de play-down.

### Saison 2016-2017
Entraîneur : Émilie Hipp.
Classement : 1re phase : 3e de la poule A, qualification pour la poule d'accession
Play-off : 4e
Cette saison s'avère être un cru exceptionnel en termes de résultats, le club dépassant largement ses objectifs initiaux de maintien en obtenant la 3e place de sa poule, terminant notamment devant le voisin Marcq-en-Baroeul et accédant du même coup aux play-offs. Lors de cette seconde phase, le VCH fait plus que bonne figure, rivalisant avec certains prétendants à la montée en Ligue A et terminant à une historique 4e place.

### Saison 2017-2018
Entraîneur : Émilie Hipp.
Classement : 1re phase : 4e de la poule A
Play-down : 1er
Le VC Harnes achève la première phase de la saison à la 4e place de sa poule, derrière le VC Marcq en Baroeul, Terville et Istres. Les 4 premières places permettent en théorie d'accéder aux play-offs, mais le règlement attribue d'office une place à l'IFVB. Le VC Harnes est donc reversé en play-down. Le club termine premier de cette seconde phase avec 7 victoires pour 1 seule défaite.

### Saison 2018-2019
Entraîneur : Émilie Hipp.
Classement : 1re phase : 4e de la poule B
Play-down : 2e
Le VC Harnes termine la première phase de championnat à la 4e place derrière Terville, Istres et Bordeaux, mais cette année, seules les trois premières équipes sont qualifiées pour les play-offs. Lors de cette seconde phase, les harnésiennes finissent à la 2e place, seulement devancées par Saint-Dié qu'elles ont pourtant battu à 2 reprises à l'issue de matchs épiques. En coupe de France, le parcours s'est arrêté en 1/8 de finale face à Calais.